# Habenaria binghamii
Habenaria binghamii är en orkidéart som beskrevs av Graham Williamson. Habenaria binghamii ingår i släktet Habenaria och familjen orkidéer.
Artens utbredningsområde är Zambia. Inga underarter finns listade i Catalogue of Life.